# Martin Hattala
Martin Hattala (4. listopadu 1821, Trstená – 11. prosince 1903, Praha) byl slovenský římskokatolický kněz, piarista, jazykovědec, slavista, slovakista, bohemista, kodifikátor spisovné slovenštiny, od roku 1861 profesor Univerzity Karlovy v Praze (podle Österreichisches Biographisches Lexikon 1815–1950 však roku 1854 mimořádný a 1864 řádný profesor), zastánce pravosti RKZ. Do češtiny přeložil Slovo o pluku Igorově.

## Život a působení
Jakožto student nezemanského původu si zvolil studium teologie, od něhož si sliboval, že mu umožní vykonávat učitelské povolání (stal se knězem piaristického řádu). Po kněžském svěcení v roce 1848 působil dva roky jako kaplan (v Bzovíku a v Hodruši), ale už v té době se intenzivně věnoval jazykovědě.
Měl spory s Janem Gebauerem, Karlem Jaromírem Erbenem, Miklošičem a jinými, což vedlo k jeho rostoucí vědecké osamělosti.
František Bílý popsal v Naší řeči Hattalovy spory s Gebauerem takto: „Poměr mezi oběma zástupci slovanské filologie na pražské universitě, prof. Martinem Hattalou a dr. Janem Gebauerem, jest černou kapitolou v životě obou těchto mužů. Bodláčím a trním zarostly cesty, které měly vésti ke vzájemným stykům a společné práci vědecké i učitelské.
Hattala se dostal na stolici universitní o dvacet let dřív než Gebauer. Snadno a rychle, jako pravý miláček Štěstěny. Jen byl vysvěcen na kněze a trochu si zakaplanoval, jmenován byl — beze zkoušky způsobilosti — učitelem jazyka česko-slovenského na gymnasiu i na reálce v Bratislavě. Těm zkouškám pro nabytí způsobilosti za profesora gymnasia by se byl rád vyhnul. Aby získal od nich dispens, napsal a předložil ministerstvu vyučování vědecký spis (Zvukosloví jazyka staro- i novočeského a slovenského); ministerstvo jej pak zaslalo Šafaříkovi k posouzení.“
Vědecká práce prof. Martina Hattaly byla zaměřena na srovnávací slovanskou filologii, zejména slovakistiku a bohemistiku. Jeho mluvnice slovenštiny měly velký význam pro ustálení spisovné slovenštiny a kodifikovaly její gramatickou stavbu i pravopis v podstatě v její dnešní podobě. Jeho hlavní zásluhy v oboru české jazykovědy pak spočívají v dílech o hláskosloví a syntaxi, kterou ve své době pozvedl na evropskou úroveň. Publikoval v Časopisu Musea království Českého, Věstníku Královské české společnosti nauk, revui Osvěta, Světozoru i v zahraničních odborných časopisech (Književnik, Záhřeb). Byl autorem hesel Azbuka (Ottův slovník naučný) a Bulharština (Riegrův slovník naučný, edičně připravil k vydání staročeské texty Zbytky rýmovaných Alexandreid českých (s Adolfem Paterou, 1881) a Besední řeči Tomáše ze Štítného (1897). Zabýval se také paleoslovenistickými problémy, zejména otázkami slovanského písma a jeho původu. V šedesátých a sedmdesátých letech 19. století byl vůdčí osobností české jazykovědy.

## Ocenění
Jeho zásluhy ve vědním oboru slovanská filologie byly oceněny řádným členstvím v České akademii věd a umění (od 3. července 1890), řádným členem Královské české společnosti nauk se stal 1. května 1861 (mimořádným od 3. 1. 1855). Dále byl rytířem ruského Řádu sv. Anny, čestným doktorem oděské univerzity, dopisujícím členem akademie věd v Petrohradě, římské Akademie dei Quiriti, akademií věd a umění v Záhřebu a v Bělehradě.

## Dílo
- Grammatica linguae slovenicae, collatae com proxime cognata bohemica. (Gramatika slovenského jazyka, porovnaného s nejblíže příbuzným českým. 1850)
- Krátká slovenská gramatika (1852)
- Zvukosloví jazyka staro- i novočeského a slovenského (1854)
- Skladba jazyka českého (1855)
- Srovnávací mluvnice jazyka českého a slovenského (1857) Dostupné online
- Mluvnica jazyka slovenského (1864/5)
- Brus jazyka českého. Příspěvek k dějinám osvěty vůbec a slovanské i české zvláště (1877)[13]